# 四銖半兩
四铢半两，汉代半两钱的一种，铸行与汉文帝五年（公元前175年）至汉武帝元狩五年（公元前118年）间。
四铢半两钱的文为“半两”，重四铢，因而得名。每枚四铢半两钱直径为23-24毫米，重2.5-2.8克。

## 历史
汉代文帝时，经济有所稳定，始铸造四铢钱，并允许民间私铸。《汉书·文帝纪》载：文帝五年“除盗铸钱令，更造四铢钱”，《食货志》记载：“除盗铸钱令，使民放铸”。
1975年，湖北江陵凤凰山168号汉墓出土的一个竹筒内有101枚半两钱、一件“称钱衡”和一件圆形砝码。称钱衡上有墨书文字。

蔑黄上写二十二个字:“正为市阳户人、婴家称钱衡，以钱为絫，劾（刻）曰四朱（铢），两疏（端）□（第）十”。

蔑青上写十七个字：“ 敢择轻重衡及弗用，劾论罚繇里家十日”。侧面上端写三个字：“□黄律”

翻译：里正（当时的基层政权机构）为市阳民户、商家颁发的称钱天平，以钱（指铜钱）为标准,法定重四铢，仍承袭“半两”为名称。该天平为第十号。敢选轻择重用钱及不用称钱衡者，按《口黄律》处其在里正服徭役十日。值得注意是：这里第一次提出货币“以钱为累”。

根据衡杆文字释读可知，同时出土的半两钱为四铢半两钱。